# 12001 Gasbarini
12001 Gasbarini este o planetă minoră (asteroid), cu un diametru de 11,582 km, din centura de asteroizi. A fost descoperită pe 12 martie 1996 la Observatorul Național Kitt Peak de Spacewatch și a fost numită după . 
Obiectul prezintă o orbită caracterizată de o semiaxă mare de 3,1414197 UAi, o excentricitate de 0,041524, o înclinație de 14,05152 ° în raport cu ecliptica.